# Plectosphaera clarae-bonae
Plectosphaera clarae-bonae är en svampart som först beskrevs av Speg., och fick sitt nu gällande namn av Ferdinand Theissen 1917. Plectosphaera clarae-bonae ingår i släktet Plectosphaera och familjen Phyllachoraceae.   Inga underarter finns listade i Catalogue of Life.